# Zamek Scarborough
Zamek Scarborough (ang. Scarborough Castle) – XII-wieczna warownia na wybrzeżu Morza Północnego na terytorium North Yorkshire w północnej Anglii. Zamek wznosi się na nadmorskim cyplu, górując ponad miastem Scarborough.

## Historia
Ślady archeologiczne wskazują, że pierwsze umocnienia (strażnica lub niewielki fort) w rejonie Scarborough powstały już w czasach rzymskiej okupacji Brytanii.
Właściwy zamek został zbudowany w początkach XII wieku przez hrabiego okolicznych ziem Wilhelma le Grosa. Pozostałością tych umocnień są mury obronne (zbudowane w 1127 i wzmocnione donżonem w 1169 roku) i kaplica (przebudowana w XIV wieku). W czasach panowania króla Henryka II Plantageneta m.in. wzmocniono mury zamku, przebudowano główną bramę oraz wieżę (trójkondygnacyjna na planie kwadratu). Dalszą rozbudową zamku kierowali Jan bez Ziemi i Henryk III.
W 1312 roku w zamku schronił się, a następnie bronił go przez dwa tygodnie przed zbuntowanymi baronami Piers Gaveston – faworyt (prawdopodobnie także kochanek) króla Edwarda II. Oblężenie zakończono dopiero po kapitulacji Gavestona.
Kolejne dramatyczne wydarzenia były udziałem zamku w XVII wieku, podczas pierwszej angielskiej wojny domowej. W tym czasie zamek był dwukrotnie oblężony i 25 lipca 1645 roku dostał się w ręce wojsk parlamentarnych. Jednak dalsze fazy wojny sprawiły, że forteca wraz z miastem jeszcze kilka razy zmieniała swoją przynależność, znajdując się we władaniu bądź to zwolenników monarchii, bądź to sił rządowych. Ostatecznie, aby uniemożliwić rojalistom wykorzystywanie zamku jako twierdzy, parlament angielski nakazał rozebranie umocnień.
Przez ponad dwa kolejne stulecia zamek służył jako więzienie, a następnie jako koszary wojskowe.
16 grudnia 1914 roku, w czasie I wojny światowej, miasto i pozostałości umocnień dostały się pod ostrzał dwóch niemieckich krążowników liniowych: "Derfflinger" i "Von der Tann". Zarówno zamek jak i Scarborough poważnie ucierpiały w wyniku tego ataku.

## Czasy współczesne
Zamek Scarborough jest obecnie zarządzany przez fundację English Heritage, która przejęła miejsce w 1984 roku. Istniejące zabudowania odrestaurowano w 1985 roku. Obecnie na terenie warowni istnieje centrum dla turystów m.in. z wystawą lokalnych artefaktów oraz platformami widokowymi.
17 września 2005 roku na terenie warowni odbył się koncert Rock In The Castle z całodniowym festiwalem muzyki rockowej.